# Achillea distans
Il millefoglio maggiore (nome scientifico Achillea distans Waldst. & Kit. ex Willd., 1803) è una specie di pianta angiosperma dicotiledone della famiglia delle Asteraceae (sottofamiglia Asteroideae, tribù Anthemideae (Eurasian grade) e sottotribù Matricariinae).

## Etimologia
La tradizione (trasmessa da Plinio) vuole che Achille curò alcune ferite dei suoi compagni d'arme, nell'assedio di Troia, con tale pianta; da qui il nome del genere (Achillea). Sembra che sia stato Chirone (suo maestro) ad informarlo delle capacità cicatrizzanti della pianta. L'epiteto specifico (distans) (= distante, ben separato) potrebbe essere collegato alle dimensioni maggiori di questa “achillea”.
Il binomio scientifico attualmente accettato (Achillea distans) è stato proposto dal botanico, farmacista e micologo tedesco Carl Ludwig Willdenow (1765 – 1812) e perfezionato da Franz Adam von Waldstein (1759 -1823), botanico e scienziato austriaco, e da Kitaibel Pál (1757-1817), botanico e chimico ungherese, nella pubblicazione Species Plantarum (edizione quarta) del 1803.

## Descrizione

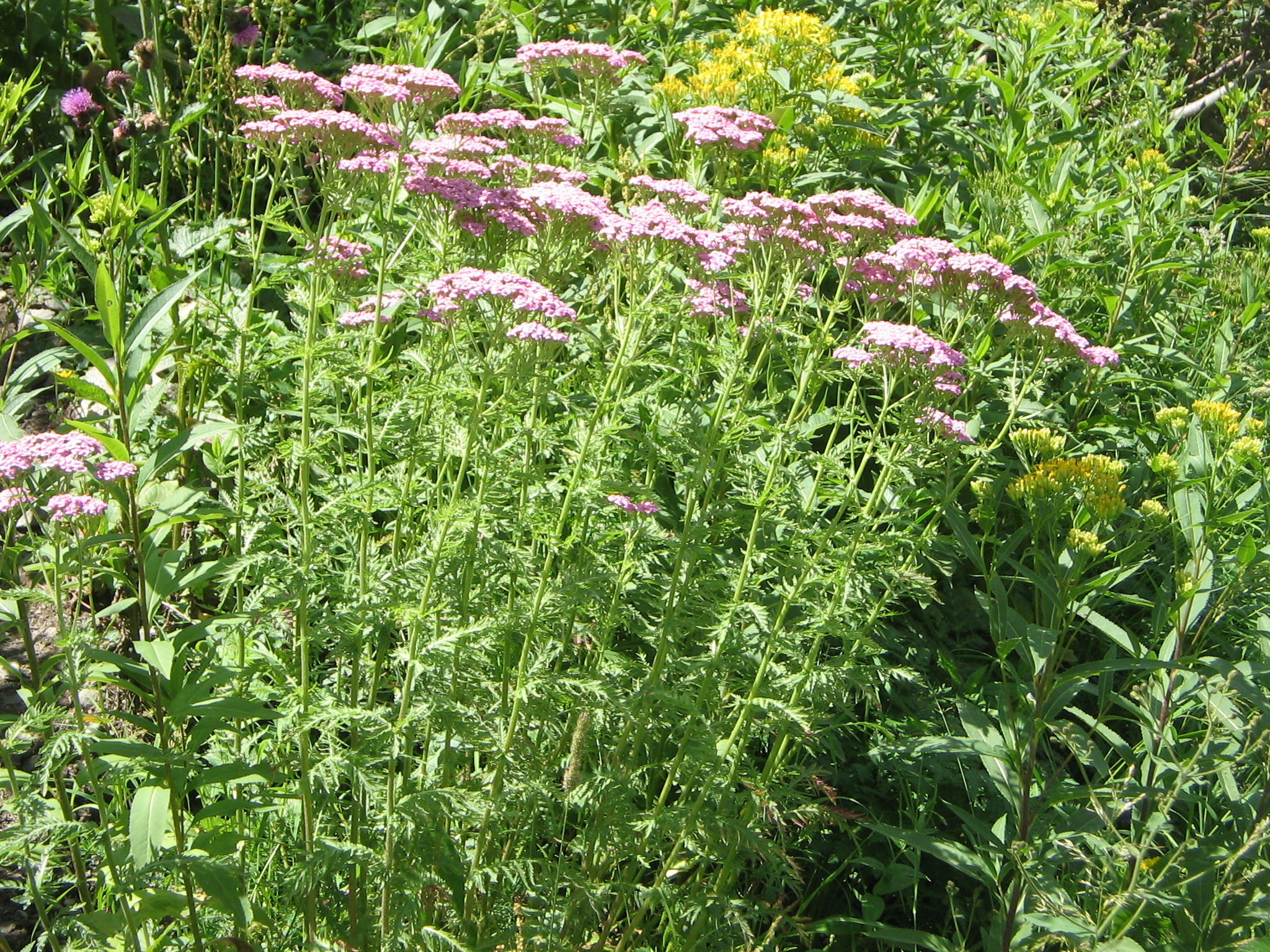
Il portamento

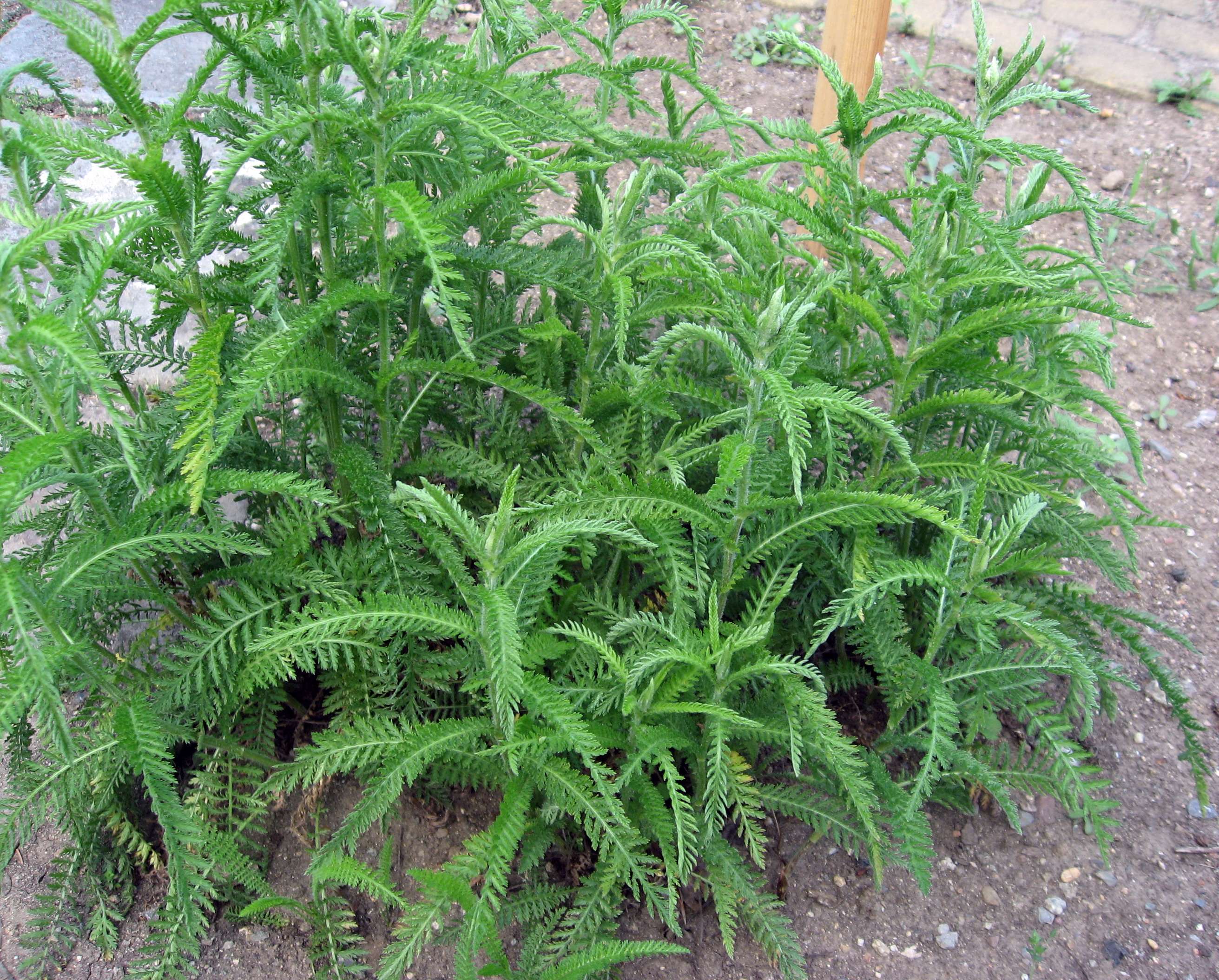
Le foglie

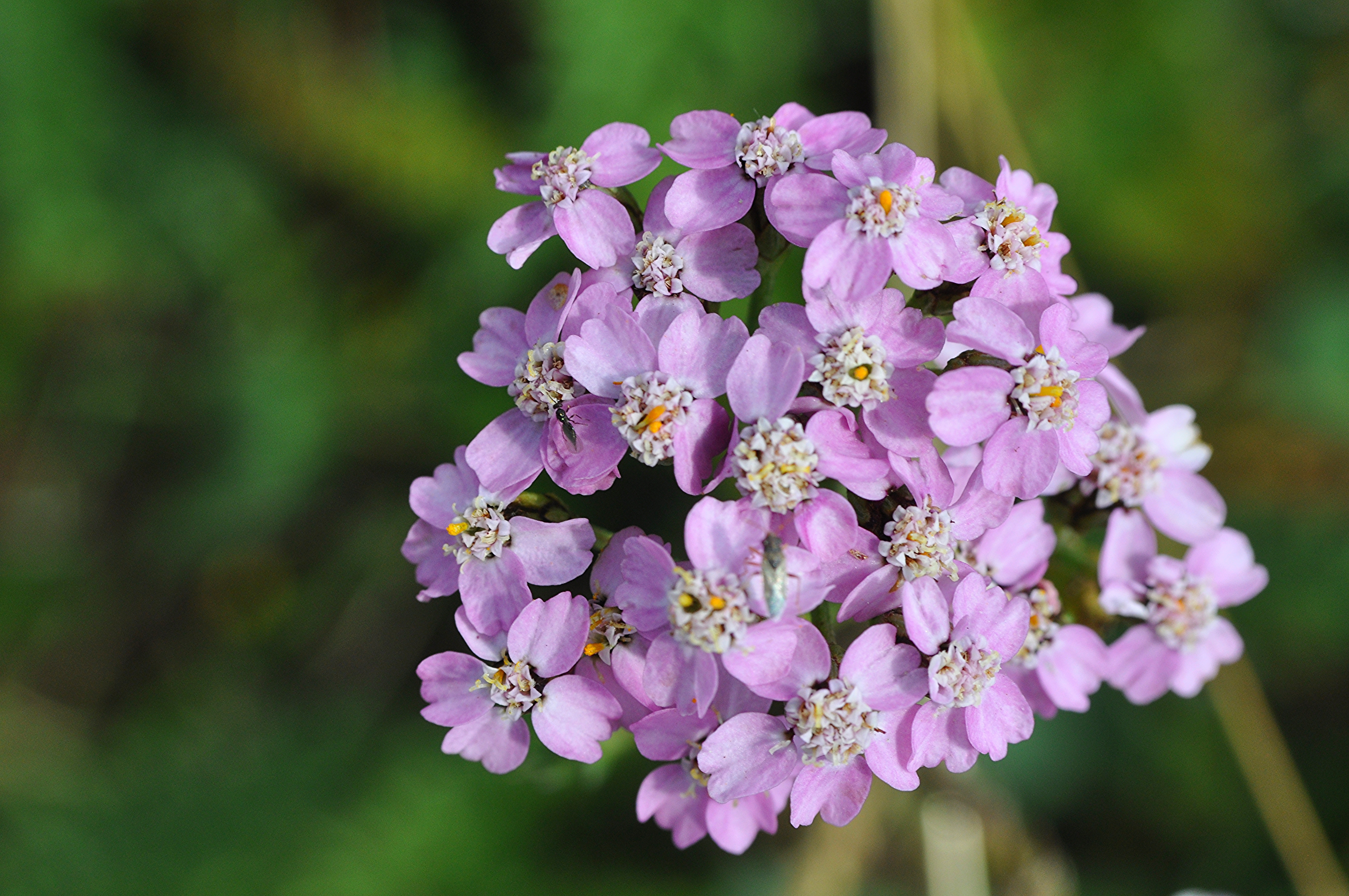
Infiorescenza

La seguente descrizione si riferisce soprattutto alla sottospecie distans.
Portamento. La specie di questa voce è una pianta erbecea perenne. La forma biologica viene definita come emicriotifita scaposa (H scap), ossia sono piante erbacee perenni con gemme svernanti al livello del suolo e protette dalla lettiera o dalla neve; sono inoltre dotate di un asse fiorale eretto e con poche foglie. Tutta la pianta è sparsamente pelosa..
Radici. Le radici sono secondarie da rizoma.
Fusto. 
- Parte ipogea: la parte sotterranea consiste in un rizoma.
- Parte epigea: la parte aerea del fusto è eretta e ascendente. Sono piante alte da 4 a 10 dm.

Foglie. Le foglie sono a contorno lanceolato (molte volte più lunghe che larghe). La lamina è del tipo pennatosetta con segmenti dentati o divisi a sua volta in lobi (ma non fino alla metà della foglia). Quelle cauline hanno la rachide larga 2 – 4 mm. Dimensione delle foglie basali: larghezza 3 – 6 cm; lunghezza 15 – 35 cm. Dimensione delle foglie cauline mediane: larghezza 2 cm; lunghezza 10 cm.
Infiorescenza. Le sinflorescenze sono formate da capolini calatidi dal diametro di pochi millimetri raccolti in modo corimboso molto denso. Le infiorescenze vere e proprie sono composte da un capolino terminale peduncolato di tipo radiato. I capolini sono formati da un involucro, con forme cilindriche, composto da diverse brattee, al cui interno un ricettacolo fa da base ai fiori di due tipi: fiori del raggio e fiori del disco. Le brattee, scariose e scure ai margini, sono disposte in modo più o meno embricato su più serie (da 2 a 3). Il ricettacolo è piatto, ed è provvisto di pagliette trasparenti a protezione della base dei fiori. Dimensione dell'involucro: larghezza 3 mm; lunghezza 4,5 – 6 mm. Diametro dei capolini: 4 – 8 mm.
Fiori.  I fiori sono tetra-ciclici (formati cioè da 4 verticilli: calice – corolla – androceo – gineceo) e pentameri (calice e corolla formati da 5 elementi). Si distinguono in:
- fiori del raggio (esterni): da 4 a 5 per capolino, sono femminili, fertili e sono disposti su una serie; la forma è ligulata (zigomorfa); a volte possono mancare o essere sterili;
- fiori del disco (centrali): sono più numerosi con forme brevemente tubulose (attinomorfe); sono ermafroditi e fertili.

- Formula fiorale:

*/x K {\displaystyle \infty }, [C (5), A (5)], G 2 (infero), achenio
- Calice: i sepali del calice sono ridotti ad una coroncina di squame.

- Corolla:

- fiori del raggio: la forma della corolla alla base è piatta/tubulosa, mentre all'apice è ligulata; la ligula allargata termina con 2 – 3 denti ottusi, è più breve dell'involucro (sono lunghe metà di quest'ultimo); il colore è bianco o rosato; lunghezza delle ligule: 1 – 1,5 mm;
- fiori del disco: la forma della corolla è tubulare bruscamente divaricata in 5 lobi ed è lievemente zigomorfa in quanto due lobi sono più larghi degli altri; i lobi, patenti o eretti, hanno una forma deltata; il colore è ocra chiaro-pallido.

- Androceo: l'androceo è formato da 5 stami (alternati ai lobi della corolla) sorretti da filamenti generalmente liberi con un collare a forma di balaustra; gli stami sono connati e formano un manicotto circondante lo stilo. Le antere possono essere sia di tipo basifissa che medifissa (ossia attaccate al filamento per la base – nel primo caso; oppure in un punto intermedio – nel secondo caso).[14] Questa caratteristica ha valore tassonomico in quanto distingue i generi gli uni dagli altri. Il tessuto endoteciale (rivestimento interno dell'antera) non è polarizzato. Il polline è sferico con un diametro medio di circa 25 micron;  è tricolporato (con tre aperture sia di tipo a fessura che tipo isodiametrica o poro) ed è echinato (con punte sporgenti).

- Gineceo: l'ovario è infero uniloculare formato da 2 carpelli. Lo stilo (il recettore del polline) è profondamente bifido (con due stigmi divergenti) e con le linee stigmatiche marginali separate o contigue. I due bracci dello stilo hanno una forma troncata e possono essere papillosi o ricoperti da ciuffi di peli.

- Antesi: da luglio a settembre

Frutti. I frutti sono degli acheni privi di pappo. La forma è obovoide dorsoventralmente compressa quasi appiattita con 2 coste laterali e raramente con una addizionale costa adassiale. L'apice è arrotondato. Il pericarpo può possedere alcune cellule mucillaginifere con o senza sacche longitudinali di resina.

## Biologia
Impollinazione: tramite insetti (impollinazione entomogama tramite farfalle diurne e notturne).

Riproduzione: la fecondazione avviene fondamentalmente tramite l'impollinazione dei fiori.

Dispersione: i semi cadono a terra e vengono dispersi soprattutto da insetti come formiche (disseminazione mirmecoria). Un altro tipo di dispersione è zoocoria: gli uncini delle brattee dell'involucro (se presenti) si agganciano ai peli degli animali di passaggio che portano così i semi anche su lunghe distanze. Inoltre per merito del pappo (se presente) il vento può trasportare i semi anche per alcuni chilometri (disseminazione anemocora).

## Distribuzione e habitat

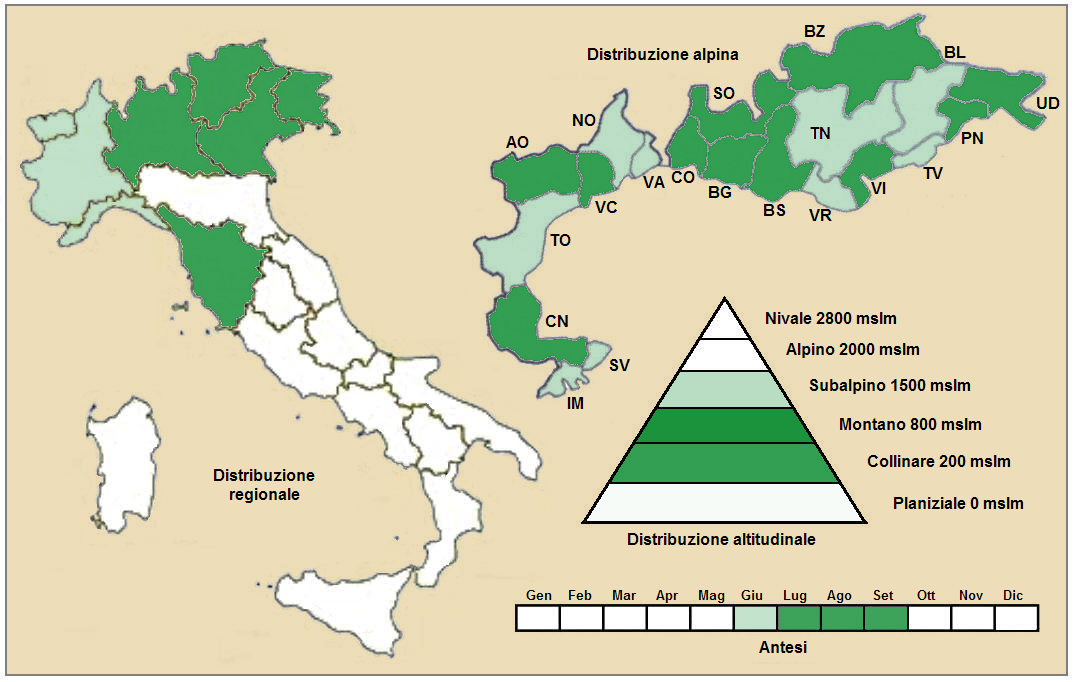
Distribuzione della pianta
(Distribuzione regionale – Distribuzione alpina)

Geoelemento: il tipo corologico (area di origine) è  Orofita – Sud Europeo.

Distribuzione:  in Italia è una specie rara e si trova, in modo discontinuo, solamente sull'arco alpino. Sempre nelle Alpi, oltreconfine, è presente in Francia (dipartimenti di Alpes-de-Haute-Provence, Hautes-Alpes, Alpes-Maritimes, Isère e Savoia), in Austria (Länder dell'Austria Inferiore) e Slovenia. Sugli altri rilievi europei si trova nei Pirenei e Carpazi.

Habitat: l'habitat tipico per questa pianta sono i prati aridi, i pendii sassosi e le boscaglie steppiche; ma anche i tagli forestali, come pure le strade e i margini erbacei dei boschi, muri, ripari sotto roccia, praterie rase subalpine, pinete, gineprai e querceti. Il substrato preferito è calcareo ma anche calcareo/siliceo con pH basico, alti valori nutrizionali del terreno che deve essere mediamente umido.

Distribuzione altitudinale: sui rilievi queste piante si possono trovare da 500 fino a 1500 m s.l.m.; frequentano quindi i seguenti piani vegetazionali: collinare, montano e in parte subalpino. 

## Fitosociologia
Dal punto di vista fitosociologico alpino la specie di questa voce appartiene alla seguente comunità vegetale:
Formazione: delle comunità delle macro- e megaforbie terrestri
Classe: Trifolio-Geranietea sanguinei
Ordine: Origanetalia vulgaris

## Sistematica
La famiglia di appartenenza di questa voce (Asteraceae o Compositae, nomen conservandum) probabilmente originaria del Sud America, è la più numerosa del mondo vegetale, comprende oltre 23.000 specie distribuite su 1.535 generi, oppure 22.750 specie e 1.530 generi secondo altre fonti (una delle checklist più aggiornata elenca fino a 1.679 generi). La famiglia attualmente (2021) è divisa in 16 sottofamiglie; la sottofamiglia Asteroideae è una di queste e rappresenta l'evoluzione più recente di tutta la famiglia.

### Filogenesi
Il gruppo di questa voce è descritto nella tribù Anthemideae, una delle 21 tribù della sottofamiglia Asteroideae). In base alle ultime ricerche nella tribù sono stati individuati (provvisoriamente) 4 principali lignaggi (o cladi): "Southern hemisphere grade", "Asian-southern African grade", "Eurasian grade" e "Mediterranean clade". Il genere Achillea (insieme alla sottotribù Matricariinae) è incluso nel clade Eurasian grade.
Il genere Achillea contiene oltre un centinaio di specie per cui è stato suddiviso in 5 sezioni. La specie di questa voce fa parte della sezione Anthemoideae (DC.) Heimerl .
Nella "Flora d'Italia" le specie spontanee di Achillea sono suddivise in due sottogeneri, 7 sezioni e alcuni aggregati e complessi.  A. distans appartiene alla sesta sezione; in particolare è inclusa nel "Complesso di Achillea millefolium" caratterizzato da erbe perenni aromatiche con fusti alti 2 - 10 cm, da rizomi orizzontali e stoloni, la pelosità è sparsa, le foglie sono a contorno lanceolato e le foglie cauline sono 4 - 8 volte più lunghe che larghe, i corimbi sono ampi, i capolini hanno involucri ovoidi, le brattee hanno margini membranosi chiari e la corolla è bianca/rosea.
Da analisi di tipo citogenetico in questo gruppo si sono individuate delle specie abbastanza simili tra loro ma distinte da caratteri sufficientemente stabili. La loro origine probabilmente va ricercata in alcune specie diploidi che per successive ibridazioni sono derivati esemplari tetraploidi ed esaploidi meno costanti e ulteriormente collegati per via ibridogena.
I caratteri distintivi della specie  A. distans sono:
- la rachide delle foglie basali è larga 2-4 mm;
- i segmenti delle foglie medie sono divisi meno della metà.

Il numero cromosomico di  A. distans è: 2n = 54.

### Variabilità
Per questa specie sono riconosciute le seguenti sottospecie:
- Achillea distans subsp. alpina (Rochel) Soó, 1978 - Distribuzione: Romania
- Achillea distans subsp. distans - Distribuzione: Italia e Penisola Balcanica.
- Achillea distans subsp. stricta  (Gremli) Janch., 1942 - Distribuzione: Italia e Europa centrale.
- Achillea distans subsp. tanacetifolia  (Fiori) Janch., 1942 - Distribuzione: Italia e Europa centrale.

In Italia sono presenti le seguenti sottospecie descritte di seguito.
Sottospecie tanacetifolia

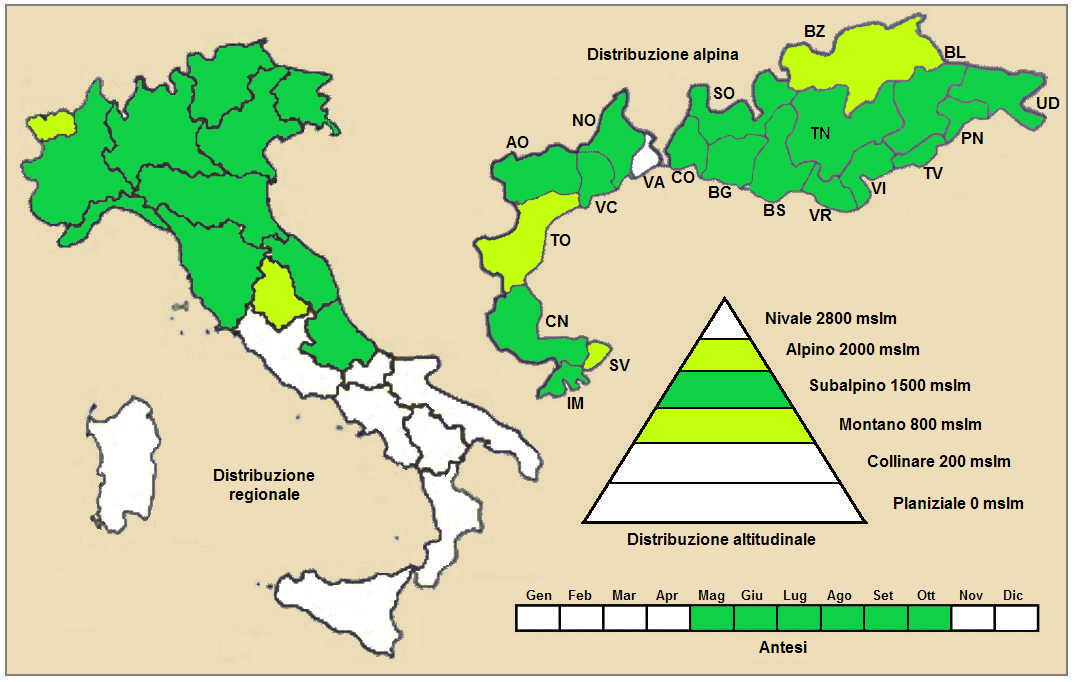
Distribuzione della subsp. stricta (Distribuzione regionale – Distribuzione alpina)

- Nome scientifico: Achillea distans subsp. tanacetifolia  (Fiori) Janch., 1942
- Distribuzione: in Italia è presente nel Trentino-Alto Adige e Toscana.

Nota: nella "Flora d'Italia" questa sottospecie non è riconosciuta ed è inclusa in A. distans come sinonimo.
Sottospecie stricta
- Nome scientifico: Achillea distans subsp. stricta  (Gremli) Janch., 1942.
- Nome comune: millefoglio subalpino.
- Descrizione: la rachide delle foglie basali è larga 1,2-2 mm, le foglie sono inoltre meno lunghe; il perimetro delle foglie medie è lineare-spatolato con lati ricurvi con segmenti divisi oltre la metà; le ligule sono più arrossate (e poco bianche) e più lunghe.
- Antesi: da giugno a agosto.
- Corologia: il tipo corologico (area di origine) è  Orofita - Sud Europeo.
- Distribuzione: è comune nelle Alpi; più rara negli Appennini settentrionali e centrali. Fuori dall'Italia, sempre nelle Alpi, questa specie si trova in Francia, Svizzera, Austria e Slovenia. Sugli altri rilievi collegati alle Alpi è presente nei Carpazi.
- Habitat: questa pianta predilige i cespuglieti subalpini, i prati pingui e la vegetazione delle alte erbe. Il substrato preferito è calcareo ma anche siliceo con pH neutro, alti valori nutrizionali del terreno che deve essere mediamente umido.
- Distribuzione altitudinale: da 1000 a 2200 metri; nelle Alpi frequentano quindi i seguenti piani vegetazionali: subalpino e in parte quello subalpino e montano.
- Fitosociologia:

Areale alpino: dal punto di vista fitosociologico alpino la specie di questa voce appartiene alla seguente comunità vegetale:
Formazione: comunità delle macro- e megaforbie terrestri.
Classe: Molinio-Arrhenatheretea.
Ordine:  Arrhenatheretalia elatioris.
Alleanza: Triseto-Polygonion bistortae.
Nota: nella "Flora d'Italia" questa sottospecie è indicata come Achillea stricta Gremli.

### Sinonimi
Sono elencati alcuni sinonimi per questa entità:
- Achillea tanacetifolia subsp. distans (Waldst. & Kit. ex Willd.) Gajić

### Ibridi
Con la specie Achillea millefolium la pianta di questa voce forma il seguente ibrido interspecifico:
- Achillea × maxima Heuffel

## Altre notizie
Il  "millefoglio maggiore" in altre lingue viene chiamata nei seguenti modi:
- (DE)  Grosse Schafgarbe
- (FR)  Achillée distante